# صاحب (فیلم ۱۹۷۷)
صاحب (به هندی: Swami) فیلمی محصول سال ۱۹۷۷ و به کارگردانی باسو چاترجی است. در این فیلم بازیگرانی همچون شبانه اعظمی، ویکرام، گیریش کارناد، اوتپال دوت ایفای نقش کرده‌اند.